# Wielki duet na temat rosyjskiego hymnu A. Lwowa
Wielki duet na temat rosyjskiego hymnu A. Lwowa (fr. Grand duo pour piano et Violon concertant sur l'air national Russe) – utwór muzyczny z 1850 autorstwa Henryka Wieniawskiego i jego brata Józefa. Wpisywał się w popularny w okresie swojego powstania nurt kompozycji na temat hymnów narodowych poszczególnych państw. Utwór uważany był za zaginiony, jednak po II wojnie światowej został odnaleziony w Moskwie.

## Geneza
Młodzi wówczas muzycy poświęcili utwór carycy Aleksandrze Fiodorownie Romanowej, żonie cara Mikołaja I Romanowa. Według Rosjan caryca uchodziła za patronkę młodzieży. Nuty wysłano do Petersburga. 10 listopada 1850 dedykacja została przyjęta przez carycę, co oznaczało oficjalne pozwolenie na odbycie tournée koncertowego po Rosji, co nie było łatwe do uzyskania i udawało się nielicznym muzykom. 9 października 1850 bracia Wieniawscy w Pałacu Łazienkowskim w Warszawie wykonali utwór przed przebywającą wówczas w Polsce carycą Aleksandrą.

## Kompozycja
Duet skomponowano według wzorców wirtuozowskich tamtych czasów. Patetyczną introdukcję kończy allegro zakomponowane w rytmie poloneza. W introdukcji pasaże fortepianowe przeplatają się ze skrzypcowymi. Liczne intonacje fanfarowe narastają i prowadzą do kadencji, dla której zostawiono miejsce w tekście, ale jej nie wpisano, co oznaczać może, że miała być improwizowana. Wpisano jedynie niedużą codę, która nasila dynamikę tej części do trzech forte, które bezpośrednio przechodzą w temat, który rozwija się w dwudźwiękach i akordach o brzmieniu organowym. Pierwsza wariacja o charakterze wirtuozowskim jest błyskotliwie zakomponowana, a prowadzą ją skrzypce (akordy, dwudźwięki, ornamentalne pasaże i staccata). Drugą wariację prowadzi fortepian, wykorzystując perlistą technikę pasażową. W tutti nieoczekiwanie wpleciono elementy tematu - następuje tu adagio będące kolejną nieszablonową wariacją. Autorzy zastąpili tryb durowy trybem molowym. Na tle barkaroli rozwija się swobodna improwizacja skrzypiec. Czerpie ona z intonacji tematu. Na końcu utworu rozwija się dynamiczna kadencja fortepianowa, którą podchwytują skrzypce. Całość kończy się efektownym i bardzo dynamicznym finałem. Budowa dzieła jest oryginalna i niepowtarzalna.

## Charakter
W utworze następuje wyraźna przemiana stylu Henryka Wieniawskiego od nawiązań do Niccolò Paganiniego w późniejszy, dojrzały styl autora. Wiele elementów wirtuozowskich utworu znajdzie pełny wyraz w I i II Koncercie skrzypcowym Wieniawskiego.